# Giuseppe Longhi

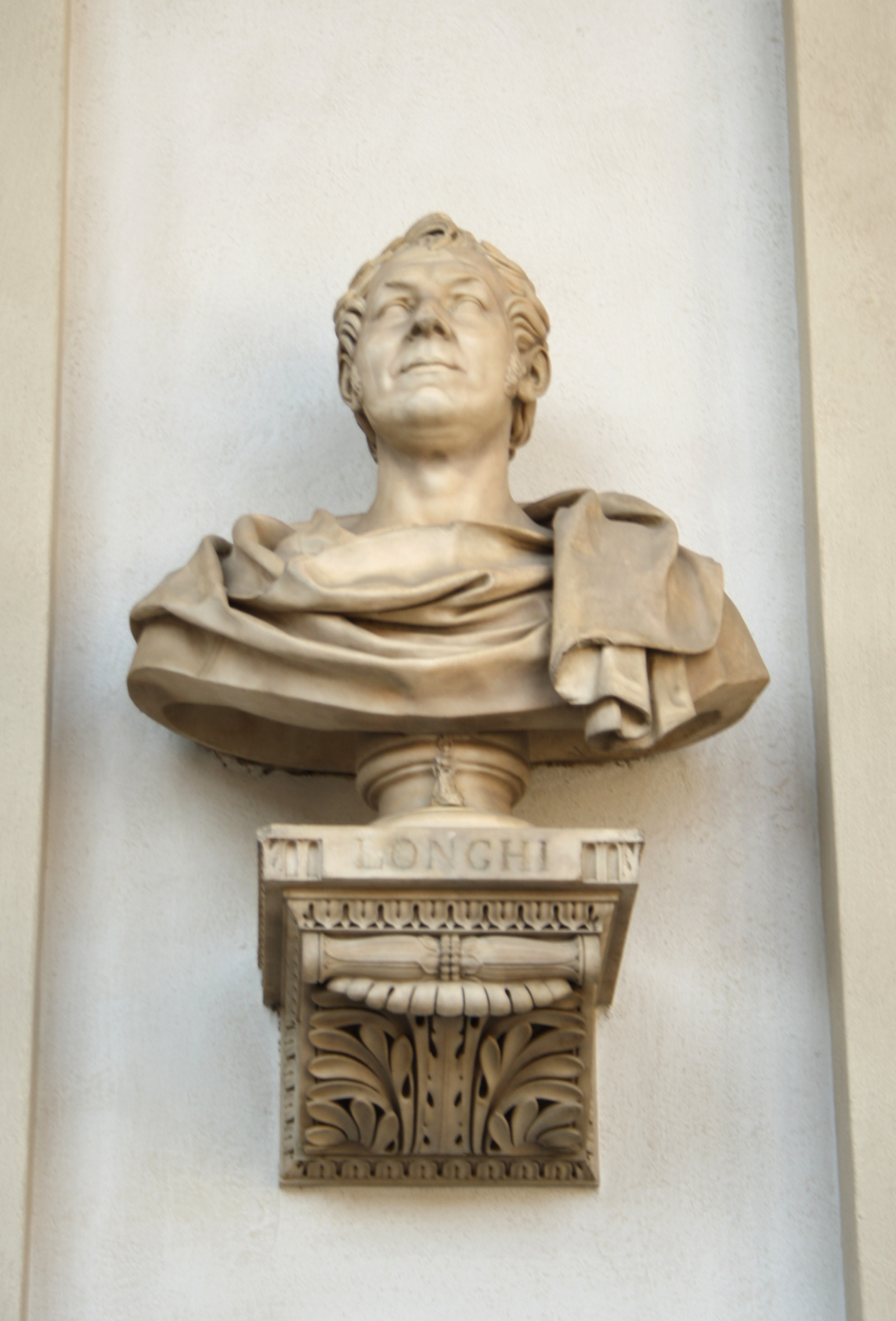
Giuseppe Longhi.

Giuseppe Longhi, född den 13 oktober 1766 i Monza, död den 2 januari 1831 i Milano, var en italiensk kopparstickare.
Longhi studerade i Milano och Rom, där han stod på vänskaplig fot med Raphael Morghen. År 1798 blev han professor i Milano och utbildade flera lärjungar samt arbetade flitigt i sin konst. Han gjorde studier efter Rembrandt, Correggio, Michelangelo och Rafael, vars Sposalizio anses vara hans bästa framställning.